# Mark Ambor
Mark Gregory Damboragian, né le 4 décembre 1997 à Pleasantville (New York), connu professionnellement sous le nom de Mark Ambor, est un chanteur arméno-américain. Il est surtout connu pour son single Belong Together sorti en 2024.

## Carrière

### 2019-2022: débuts de carrière et premiers EP
Mark Ambor a sorti son premier single Fever en avril 2019. Il sort son premier EP Colorful en septembre 2019. Mimi Loughlin, journaliste du Fairfield Mirror déclare à son sujet : « Il est clair qu'il a une affinité pour créer des chansons entraînantes et musicalement optimistes qui touchent au cœur des émotions des auditeurs ». En octobre 2020, Mark Ambor a sorti le single It's Us Again
En septembre 2021, Mark Ambor a sorti le titre The Long Way,. Ce dernier a été suivi par Company en novembre 2021, Waves en mars 2022, Hair Toss, Arms Crossed en avril 2022  et Don't You Worry en juillet 2022. 

### 2023-présent:Rockwood
Le titre Curls in the Wind est sorti en juillet 2023. Il a été suivi par Good to Be en octobre 2023 et I Hope It All Works Out en novembre 2023.
En février 2024, Mark Ambor a sorti Belong Together. Le single atteint la 87e place du Billboard Hot 100 avec 7 millions de streams aux États-Unis. Il atteint la première place aux Pays-Bas en juillet 2024 (Dutch Top 40).
Son premier album studio, Rockwood, sort le 16 août 2024.

## Discographie

### Albums
- 2024 : Rockwood

### EP's
- 2019 : Colorful

### Singles
- 2019 : Fever
- 2021 : The Long Way
- 2021 : Company
- 2022 : Waves
- 2022 : Hair Ross
- 2022 : Arms Crossed
- 2022 : Don't You Worry
- 2024 : Our Way
- 2025 : Who Knows